# 乾友紀子
乾 友紀子（いぬい ゆきこ、1990年12月4日 - ）は、滋賀県近江八幡市出身の日本のアーティスティックスイミング選手。

## 経歴
幼稚園の時にシンクロナイズドスイミング（当時）に興味を持ち、小学校1年の時に滋賀シンクロクラブへ通い始めた。小学校時代は全国大会を目標に遊ぶ間もなく練習の毎日で「シンクロをやっていて一番つらかった時期」と回想している。小学校6年の時に大阪の井村シンクロクラブに所属し、片道2時間の距離を通った。
2008年7月、ロシアで開かれた世界ジュニア選手権大会に出場しデュエットで銀メダル、チームでも銅メダルを獲得した。2009年近江兄弟社高等学校を卒業し、立命館大学に入学。同年日本選手権デュエット優勝、2010年ワールドカップデュエット3位となる。
2012年ロンドンオリンピックアジア・オセアニア最終予選で優勝して初の五輪代表に決まった。ロンドン五輪では小林千紗と組んだデュエットで5位入賞を果たし、チームも5位入賞だった。
2013年3月、パリで行なわれたフランスオープン大会では足立夢実と組んだデュエットTRで3位、ソロTRでは優勝した。
2016年8月、リオデジャネイロ五輪に出場し三井梨紗子とのデュエットで銅メダルを獲得し、チームでも銅メダルを獲得した。
2020年東京オリンピックデュエットに吉田萌と出場し、テクニカルルーティン（TR）で93.3499点、フリールーティン（FR）94.4667点の187.8166点で4位だった。
2022年、世界選手権ブダペスト大会にてアーティスティックスイミング（AS）女子ソロのフリールーティン（FR）とテクニカルルーティン（TR）で優勝し、2冠達成。
2023年8月、世界選手権福岡大会にてアーティスティックスイミング（AS）女子ソロのフリールーティン（FR）とテクニカルルーティン（TR）で優勝し、2冠達成。女子ソロで2大会連続の2冠は2009、11年大会のナタリア・イーシェンコ（ロシア）以来、史上2人目。滋賀県民栄誉賞を受賞した（2021年に設けられ、乾選手は東京五輪の競泳で金メダル2つに輝いた大橋悠依選手（彦根市出身）、東京パラリンピックの競泳で金メダルと銀メダルを獲得した木村敬一選手（栗東市出身）に次ぐ3人目）。

### 主な戦績
- 2006年世界ジュニア選手権大会 S3位・T3位・FC3位
- 2008年世界ジュニア選手権大会 D2位・T3位
- 2009年世界水泳選手権 DTR4位・TTR5位・FC5位・DFR6位・TFR6位
- 2010年ワールドカップ D3位・T4位・FC4位
- 2010年アジア大会 D2位・T2位・FC2位
- 2011年世界水泳選手権 DTR5位・DFR5位・TTR5位・TFR5位
- 2012年ロンドンオリンピック D5位・T5位
- 2013年フランスオープン STR優勝・SFR2位・DTR3位・DFR3位
- 2014年アジア大会 D2位 T2位 FC2位
- 2015年世界水泳選手権 STR5位・DTR3位・TTR3位・SFR5位・DFR4位・TFR3位・FC3位
- 2016年リオオリンピック D3位・T3位
- 2017年世界水泳選手権 STR4位・DTR4位・TTR3位・SFR4位・DFR4位・TFR4位・FC3位
- 2021年東京オリンピック D4位・T4位
- 2022年世界水泳選手権 STR優勝・SFR優勝
- 2023年世界水泳選手権 STR優勝・SFR優勝

※ S=ソロ、D=デュエット、T=チーム、FC=フリーコンビネーション、TR=テクニカルルーチン、FR=フリールーチン